# Oriastrum apiculatum
Oriastrum apiculatum là một loài thực vật có hoa trong họ Cúc. Loài này được (J. Rémy) A.M.R. Davies mô tả khoa học đầu tiên.